# Hidaka (Wakayama)
Hidaka (jap. 日高町 Hidaka-chō) – miasto w Japonii, na wyspie Honsiu, w prefekturze Wakayama. Według danych na rok 2020 miejscowość zamieszkiwało 7 673 mieszkańców , a gęstość zaludnienia wyniosła 166,1 os./km².